# Бетулинские
Бетулинские (укр. Бетулинські, пол. Bietuliński) — дворянский род.
Потомство статского советника Ефима Григорьевича Бетулинского, жалованного 21.11.1838 дипломом на потомственное дворянское достоинство.
- Марли, Анна Юрьевна (рожд. Бетулинская; 1917—2006) — французская певица и автор песен.

## Описание герба
Щит разделён на три части, из коих в правой в красном поле представлена шестиугольная золотая звезда Давида, во втором в голубом поле два копья крестообразно. В нижней пространной в серебряном поле хлебный сноп и серп.
Щит увенчан дворянским шлемом и короною с тремя страусовыми перьями. Намёт на щите голубой, подложенный серебром.